# Primera División de España 1995-96
La temporada 1995-1996 de la Primera División de España corresponde a la edición 65.ª del campeonato. El torneo se disputó del 2 de septiembre de 1995 al 26 de mayo de 1996. Esta temporada estuvo marcada por la polémica ampliación en agosto de 1995 que dio origen a la llamada liga de los 22. Además, se estableció la regla de 3 puntos por victoria, que hasta entonces eran 2. También se estableció la obligación de poner el nombre y/o apellido en el dorsal de cada jugador y se amplia el número de sustituciones permitidas durante el partido de 2 a 3 para cada equipo.
El Atlético de Madrid logró su noveno título de campeón, tras una sequía de 19 años. Los rojiblancos, que también conquistaron la Copa del Rey, lograron el primer doblete de su historia.

## LaLiga de los 22
El día 1 de agosto de 1995, antes de iniciarse la temporada 1995-1996, la Liga de Fútbol Profesional decidió excluir de sus competiciones al Real Celta de Vigo y al Sevilla Fútbol Clubexpulsándolos del fútbol profesional y descendiéndolos de forma administrativa a la Segunda División B, liga no profesional, por distintos retrasos y defectos en la documentación de su inscripción referidos a avales económicosque estaban obligados a aportar al día siguiente de cumplirse el plazo para su entrega.Debido a ello, el Real Valladolid y el Albacete Balompié, dos equipos descendidos a Segunda División la temporada pasada, serían invitados por la Liga para ocupar las dos plazas vacantes del Celta y el Sevilla, apresurándose a formalizar su inscripción y convirtiéndose de nuevo en equipos de pleno derecho en Primera División. Además, sucedería lo mismo con el Club Deportivo Leganés y el Getafe Club de Fútbol que fueron invitados para regresar a Segunda División tras su descenso a 2°B.
Viendo esto, tanto el Celta como el Sevilla presentaron sendos recursos amparándose en la Ley General de la Administración y del Procedimiento Administrativo Común, considerando que la Liga había vulnerado el derecho de ambas entidades a subsanar, una vez notificadas, las deficiencias documentales de un expediente entregado en plazo. Por su parte, el Valladolid y el Albacete también presentaron sus alegaciones al Consejo Superior de Deportes al considerar inaplicable la Ley de Procedimiento Administrativo por tratarse a la Liga Nacional de Fútbol Profesional y la Real Federación Española de Fútbol de entidades privadas, demandando así que se reconociese su categoría una vez aceptada la invitación recibida y formalizada la inscripción conforme les había sido requerida.
Paralelamente a ello y como medida de presión, hubo importantes movilizaciones y manifestaciones por parte de los aficionados de los 4 clubes implicadose incluso desde el Consejo Superior de Deportes se denunciaron presiones políticas.
Inhibidos tanto el Consejo Superior como Real Federación, la decisión final quedó a criterio del pleno reunido en la Asamblea de la Liga Nacional de Fútbol Profesional, que se reunió en una sesión televisada en directo el día 16 de agosto.Los grandes equipos de la época como el Real Madrid, Fútbol Club Barcelona o Deportivo de La Coruña, principalmente, no querían saber nada de una ampliación de clubes, e incluso buscaron una posible reducción a 18 equipos,pero mantener la exclusión del Celta y el Sevilla significaba el riesgo de una paralización judicial de las competicionesy la amenaza cierta de indemnizaciones millonarias a clubes implicados, patrocinadores y socios comerciales, sobre todo televisión. Riesgos similares se vislumbraban también si los excluidos fueran en este caso el Valladolid y el Albacete, que complementando los trámites tras la invitación recibida argumentaban haber adquirido el derecho a participar en la máxima categoría. Tras la cruda y decisiva intervención del presidente de la Sociedad Deportiva Compostela, José María Caneda, que sacó a relucir la torpeza de la propia Liga, se logró al fin por aclamación la conformidad de la Asamblea con una solución de compromiso, que consistió en incrementar en dos el número de equipos participantes en el torneo liguero que se prolongaría hasta las 42 jornadas durante las dos temporadas siguientes.

"¿En qué quedamos, 22 equipos? ¿Estamos todos de acuerdo? ¿Sí?, pues aprobado."

Jesús Gil, presidente del Atlético de Madrid, durante la Asamblea de la Liga Nacional de Fútbol Profesional del 16 de agosto.

## Equipos participantes
Esta temporada la Primera División alcanzó su récord de participantes, con 22 equipos. Entre ellos, un debutante, el Club Polideportivo Mérida, que se convirtió en el primer club extremeño en alcanzar la máxima categoría. Hasta la fecha, Extremadura era la única comunidad autónoma que no había tenido ningún representante en la historia de la Primera División de España. Fue además la primera temporada en que el R. C. D. Espanyol compitió bajo ese nombre tras el cambio de nombre ocurrido en febrero de 1995.
| Equipo                                    | Ciudad                 | Esadio                    |
| ----------------------------------------- | ---------------------- | ------------------------- |
| Albacete Balompié                         | Albacete               | Carlos Belmonte           |
| Athletic Club                             | Bilbao                 | San Mamés                 |
| Club Atlético de Madrid                   | Madrid                 | Vicente Calderón          |
| Futbol Club Barcelona                     | Barcelona              | Camp Nou                  |
| Real Betis Balompié                       | Sevilla                | Benito Villamarín         |
| Real Club Celta de Vigo                   | Vigo                   | Balaídos                  |
| Sociedad Deportiva Compostela             | Santiago de Compostela | San Lázaro                |
| Real Club Deportivo de La Coruña          | La Coruña              | Riazor                    |
| Real Club Deportivo Espanyol de Barcelona | Barcelona              | Sarriá                    |
| Real Oviedo Club de Fútbol                | Oviedo                 | Carlos Tartiere           |
| Club Polideportivo Mérida                 | Mérida                 | Romano                    |
| Real Racing Club de Santander             | Santander              | El Sardinero              |
| Rayo Vallecano de Madrid                  | Madrid                 | Vallecas                  |
| Real Madrid Club de Fútbol                | Madrid                 | Santiago Bernabeu         |
| Real Sociedad de Fútbol                   | San Sebastián          | Anoeta                    |
| Unión Deportiva Salamanca                 | Salamanca              | Helmántico                |
| Sevilla Fútbol Club                       | Sevilla                | Ramón Sánchez Pizjuán     |
| Real Sporting de Gijón                    | Gijón                  | El Molinón                |
| Club Deportivo Tenerife                   | Santa Cruz de Tenerife | Heliodoro Rodríguez López |
| Valencia Club de Fútbol                   | Valencia               | Mestalla                  |
| Real Valladolid                           | Valladolid             | José Zorrilla             |
| Real Zaragoza Club Deportivo              | Zaragoza               | La Romareda               |

## Sistema de competición
La Primera División de España 1995/96 fue organizada por la Liga Nacional de Fútbol Profesional.
De forma excepcional y transitoria, en esta temporada y la siguiente la Primera División constó de veintidós clubes participantes, todos ellos integrados en un grupo único. Siguiendo un sistema de liga, los veintidós equipos se enfrentaron todos contra todos en dos ocasiones -una en campo propio y otra en campo contrario- sumando un total de 42 jornadas. El orden de los encuentros se decidió por sorteo antes de empezar la competición.
A partir de esta temporada se estrenó un nuevo sistema de puntuación, con el objetivo de potenciar el juego ofensivo. Se pasa de dos a tres puntos para el vencedor de cada encuentro, aunque se mantiene un punto por equipo en caso de empate y cero en caso de derrota.
La clasificación final se estableció con arreglo a los puntos sumados en cada enfrentamiento a lo largo de la temporada. Los mecanismos para desempatar la clasificación, si al finalizar el campeonato dos equipos igualaban a puntos, fueron los siguientes:
1. El que tuviera una mayor diferencia entre goles a favor y en contra en los enfrentamientos entre ambos.
2. Si persiste el empate, el que tuviera la mayor la diferencia de goles a favor y en contra en todos los encuentros del campeonato.

En caso de empate a puntos entre tres o más clubes, los sucesivos mecanismos de desempate previstos por el reglamento fueron los siguientes: 
1. La mejor puntuación de la que a cada uno corresponda a tenor de los resultados de los partidos jugados entre sí por los clubes implicados.
2. La mayor diferencia de goles a favor y en contra, considerando únicamente los partidos jugados entre sí por los clubes implicados.
3. La mayor diferencia de goles a favor y en contra teniendo en cuenta todos los encuentros del campeonato.
4. El mayor número de goles a favor teniendo en cuenta todos los encuentros del campeonato.

### Efectos de la clasificación
El equipo que más puntos sumó al final del campeonato fue proclamado campeón de liga y obtuvo el derecho automático a participar en la siguiente edición de la Liga de Campeones de la UEFA. Por su parte, el campeón de la Copa del Rey se clasificó para disputar la siguiente edición de la Recopa de Europa.
Los tres equipos mejor calificados, al margen de los clasificados para la Liga de Campeones y la Recopa, obtuvieron una plaza para disputar la próxima edición de la Copa de la UEFA.
Los dos últimos clasificados de la Primera División 1995-96 descendieron a Segunda División, siendo reemplazados la próxima temporada por el campeón y el subcampeón de dicha categoría. Por su parte, los clasificados en los puestos 19.º y 20.º disputaron una promoción de permanencia con el tercer y cuarto clasificado de Segunda.

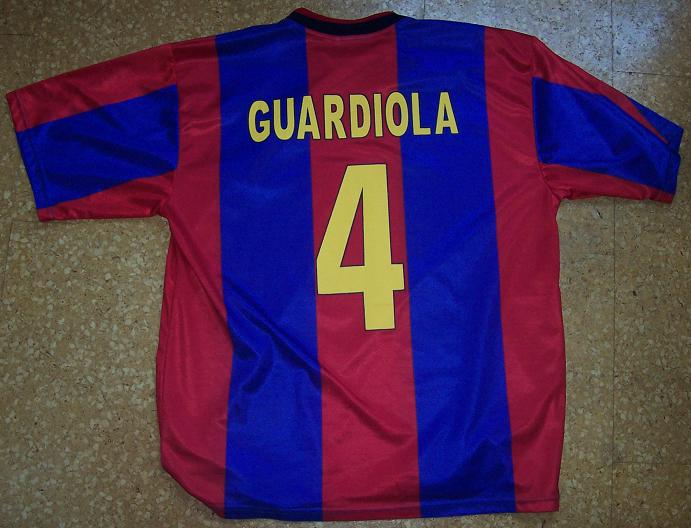
El nombre y el dorsal fijo en las camisetas fue una de las novedades reglamentarias de esta temporada

### Inscripción de futbolistas
Los clubes pueden alinear a los futbolistas que previamente hayan sido inscritos, disponiendo de un máximo de 22 fichas federativas. Como novedad, todos los jugadores pasan a tener un dorsal fijo a lo largo de toda la temporada, siendo la numeración del 1 al 22 sin poder coincidir en el mismo equipo dos jugadores con el mismo número. Así mismo, el reglamento también obliga a los jugadores, a partir de este año, a llevar inscrito su nombre en la parte trasera de la camiseta.
Además, se amplía de cuatro a cinco el número máximo de futbolistas extranjeros -sin nacionalidad española- que puede inscribir cada club. No obstante, en los partidos solo pueden alinearse simultáneamente un máximo tres extranjeros.

### Novedades reglamentarias
A partir de esta temporada se amplía a tres el número máximo de sustituciones, por equipo, en un partido, en lugar de las dos más el portero que se permitían hasta la fecha.

## Clasificación
| Pos. | Equipo                    | Pts. | PJ | G  | E  | P  | GF | GC | Dif. | Clasificación                                |
| ---- | ------------------------- | ---- | -- | -- | -- | -- | -- | -- | ---- | -------------------------------------------- |
| 1    | Atlético de Madrid (C)    | 87   | 42 | 26 | 9  | 7  | 75 | 32 | +43  | Clasifica a la Liga de Campeones de la UEFA  |
| 2    | Valencia C. F.            | 83   | 42 | 26 | 5  | 11 | 77 | 51 | +26  | Clasifica a la Copa de la UEFA               |
| 3    | F. C. Barcelona           | 80   | 42 | 22 | 14 | 6  | 72 | 39 | +33  | Clasifica a la Recopa de Europa              |
| 4    | R. C. D. Espanyol         | 74   | 42 | 20 | 14 | 8  | 63 | 36 | +27  | Clasifica a la Copa de la UEFA               |
| 5    | C. D. Tenerife            | 72   | 42 | 20 | 12 | 10 | 69 | 54 | +15  | Clasifica a la Copa de la UEFA               |
| 6    | Real Madrid C. F.         | 70   | 42 | 20 | 10 | 12 | 75 | 51 | +24  |                                              |
| 7    | Real Sociedad             | 63   | 42 | 17 | 12 | 13 | 62 | 53 | +9   |                                              |
| 8    | Real Betis                | 62   | 42 | 16 | 14 | 12 | 61 | 54 | +7   |                                              |
| 9    | R. C. Deportivo La Coruña | 61   | 42 | 16 | 13 | 13 | 63 | 44 | +19  |                                              |
| 10   | S. D. Compostela          | 59   | 42 | 17 | 8  | 17 | 47 | 54 | −7   |                                              |
| 11   | R. C. Celta de Vigo       | 52   | 42 | 12 | 16 | 14 | 49 | 51 | −2   |                                              |
| 12   | Sevilla F. C.             | 48   | 42 | 11 | 15 | 16 | 43 | 55 | −12  |                                              |
| 13   | Real Zaragoza             | 48   | 42 | 11 | 15 | 16 | 51 | 59 | −8   |                                              |
| 14   | Real Oviedo C. F.         | 48   | 42 | 12 | 12 | 18 | 48 | 67 | −19  |                                              |
| 15   | Athletic Club             | 48   | 42 | 11 | 15 | 16 | 44 | 55 | −11  |                                              |
| 16   | Real Valladolid           | 47   | 42 | 11 | 14 | 17 | 57 | 62 | −5   |                                              |
| 17   | Racing de Santander       | 47   | 42 | 11 | 14 | 17 | 47 | 69 | −22  |                                              |
| 18   | Sporting de Gijón         | 46   | 42 | 13 | 7  | 22 | 51 | 60 | −9   |                                              |
| 19   | A. D. Rayo Vallecano      | 44   | 42 | 12 | 8  | 22 | 47 | 75 | −28  | Promoción de permanencia en Primera División |
| 20   | Albacete Balompié (D)     | 42   | 42 | 10 | 12 | 20 | 55 | 81 | −26  | Promoción de permanencia en Primera División |
| 21   | C. P. Mérida (D)          | 42   | 42 | 10 | 12 | 20 | 37 | 62 | −25  | Descenso a Segunda División                  |
| 22   | U. D. Salamanca (D)       | 33   | 42 | 8  | 9  | 25 | 53 | 82 | −29  | Descenso a Segunda División                  |

 Fuente: BDFutbol
Criterios de clasificación: Puntos · Diferencia de goles · Goles a favor · Play-off
Notas:
1. ↑  El FC Barcelona accedió a la Recopa de Europa como subcampeón de la Copa del Rey, porque el campeón de dicho torneo, el Atlético de Madrid, se clasificó para la Liga de Campeones.

### Evolución de la clasificación
| Equipo / Jornada | 1  | 2  | 3  | 4  | 5  | 6  | 7  | 8  | 9  | 10 | 11 | 12 | 13 | 14 | 15 | 16 | 17 | 18 | 19 | 20 | 21 | 22 | 23 | 24 | 25 | 26 | 27 | 28 | 29 | 30 | 31 | 32 | 33 | 34 | 35 | 36 | 37 | 38 | 39 | 40 | 41 | 42 |
| Equipo / Jornada |    |    |    |    |    |    |    |    |    |    |    |    |    |    |    |    |    |    |    |    |    |    |    |    |    |    |    |    |    |    |    |    |    |    |    |    |    |    |    |    |    |    |
| ---------------- | -- | -- | -- | -- | -- | -- | -- | -- | -- | -- | -- | -- | -- | -- | -- | -- | -- | -- | -- | -- | -- | -- | -- | -- | -- | -- | -- | -- | -- | -- | -- | -- | -- | -- | -- | -- | -- | -- | -- | -- | -- | -- |
| Atlético         | 3  | 1  | 1  | 1  | 2  | 1  | 1  | 1  | 1  | 1  | 1  | 1  | 2  | 1  | 1  | 1  | 1  | 1  | 1  | 1  | 1  | 1  | 1  | 1  | 1  | 1  | 1  | 1  | 1  | 1  | 1  | 1  | 1  | 1  | 1  | 1  | 1  | 1  | 1  | 1  | 1  | 1  |
| Valencia         | 19 | 16 | 10 | 9  | 9  | 8  | 5  | 5  | 7  | 5  | 4  | 5  | 7  | 4  | 7  | 6  | 7  | 6  | 5  | 5  | 5  | 5  | 5  | 4  | 5  | 5  | 4  | 4  | 4  | 3  | 3  | 3  | 3  | 3  | 3  | 3  | 3  | 3  | 2  | 2  | 2  | 2  |
| Barcelona        | 7  | 5  | 3  | 3  | 3  | 3  | 2  | 2  | 2  | 2  | 2  | 2  | 1  | 2  | 2  | 3  | 3  | 3  | 2  | 4  | 4  | 3  | 3  | 2  | 2  | 2  | 2  | 2  | 2  | 2  | 2  | 2  | 2  | 2  | 2  | 2  | 2  | 2  | 3  | 3  | 3  | 3  |
| Espanyol         | 6  | 2  | 2  | 2  | 1  | 2  | 3  | 3  | 3  | 3  | 3  | 3  | 3  | 3  | 3  | 2  | 2  | 2  | 3  | 2  | 3  | 4  | 2  | 3  | 3  | 4  | 5  | 5  | 5  | 4  | 4  | 5  | 4  | 4  | 4  | 4  | 4  | 4  | 4  | 4  | 4  | 4  |
| Tenerife         | 9  | 15 | 12 | 12 | 17 | 12 | 8  | 10 | 12 | 12 | 12 | 11 | 10 | 11 | 11 | 8  | 10 | 9  | 9  | 9  | 9  | 6  | 9  | 9  | 8  | 7  | 8  | 8  | 8  | 7  | 7  | 8  | 7  | 6  | 6  | 5  | 5  | 5  | 5  | 5  | 5  | 5  |
| Real Madrid      | 1  | 7  | 13 | 13 | 13 | 15 | 13 | 11 | 6  | 8  | 6  | 7  | 5  | 6  | 5  | 7  | 6  | 7  | 6  | 6  | 7  | 8  | 7  | 6  | 6  | 6  | 7  | 6  | 6  | 8  | 8  | 7  | 8  | 7  | 7  | 7  | 8  | 8  | 6  | 6  | 6  | 6  |
| R.Sociedad       | 18 | 12 | 15 | 17 | 18 | 13 | 16 | 17 | 15 | 13 | 14 | 14 | 16 | 16 | 13 | 15 | 14 | 17 | 13 | 14 | 12 | 11 | 11 | 10 | 10 | 10 | 10 | 9  | 9  | 9  | 9  | 9  | 10 | 10 | 10 | 10 | 10 | 10 | 10 | 9  | 9  | 7  |
| Betis            | 11 | 6  | 5  | 5  | 4  | 5  | 7  | 7  | 4  | 7  | 7  | 8  | 6  | 7  | 6  | 5  | 5  | 5  | 8  | 8  | 6  | 7  | 6  | 8  | 9  | 8  | 6  | 7  | 7  | 6  | 5  | 4  | 5  | 5  | 5  | 6  | 6  | 7  | 8  | 8  | 7  | 8  |
| Deportivo        | 4  | 11 | 9  | 8  | 5  | 7  | 9  | 12 | 8  | 9  | 10 | 10 | 12 | 10 | 9  | 10 | 8  | 8  | 7  | 7  | 8  | 9  | 8  | 7  | 7  | 9  | 9  | 10 | 10 | 10 | 10 | 10 | 9  | 9  | 9  | 8  | 7  | 6  | 7  | 7  | 8  | 9  |
| Compostela       | 10 | 4  | 4  | 4  | 6  | 4  | 4  | 4  | 5  | 4  | 5  | 4  | 4  | 5  | 4  | 4  | 4  | 4  | 4  | 3  | 2  | 2  | 4  | 5  | 4  | 3  | 3  | 3  | 3  | 5  | 6  | 6  | 6  | 8  | 8  | 9  | 9  | 9  | 9  | 10 | 10 | 10 |
| Celta            | 14 | 10 | 11 | 15 | 16 | 18 | 20 | 21 | 17 | 18 | 20 | 21 | 21 | 18 | 18 | 14 | 17 | 13 | 11 | 11 | 11 | 12 | 10 | 11 | 11 | 11 | 11 | 11 | 12 | 12 | 11 | 11 | 11 | 11 | 11 | 12 | 11 | 11 | 11 | 11 | 11 | 11 |
| Sevilla          | 13 | 18 | 14 | 14 | 15 | 17 | 18 | 19 | 22 | 21 | 21 | 19 | 15 | 12 | 14 | 16 | 15 | 12 | 14 | 15 | 16 | 19 | 17 | 19 | 20 | 18 | 15 | 16 | 14 | 15 | 15 | 16 | 16 | 17 | 18 | 19 | 17 | 16 | 16 | 17 | 17 | 12 |
| Zaragoza         | 8  | 13 | 17 | 16 | 10 | 9  | 12 | 8  | 11 | 10 | 13 | 15 | 17 | 17 | 17 | 13 | 11 | 11 | 12 | 12 | 13 | 14 | 14 | 15 | 12 | 13 | 13 | 12 | 11 | 11 | 13 | 13 | 14 | 14 | 15 | 14 | 16 | 17 | 13 | 12 | 12 | 13 |
| Oviedo           | 15 | 9  | 8  | 7  | 8  | 14 | 15 | 18 | 18 | 19 | 15 | 16 | 11 | 14 | 12 | 12 | 13 | 15 | 16 | 16 | 15 | 15 | 15 | 14 | 14 | 14 | 14 | 17 | 15 | 13 | 14 | 12 | 13 | 13 | 13 | 11 | 12 | 13 | 14 | 13 | 13 | 14 |
| Athletic         | 2  | 3  | 7  | 6  | 7  | 6  | 6  | 9  | 10 | 11 | 9  | 9  | 9  | 9  | 8  | 9  | 9  | 10 | 10 | 10 | 10 | 10 | 12 | 12 | 13 | 12 | 12 | 13 | 13 | 14 | 16 | 17 | 17 | 18 | 16 | 16 | 14 | 15 | 15 | 16 | 16 | 15 |
| Valladolid       | 17 | 20 | 19 | 19 | 14 | 16 | 14 | 14 | 16 | 16 | 18 | 20 | 20 | 21 | 22 | 22 | 22 | 22 | 22 | 22 | 22 | 22 | 22 | 22 | 22 | 22 | 22 | 22 | 21 | 20 | 18 | 19 | 19 | 19 | 19 | 18 | 20 | 20 | 18 | 18 | 18 | 16 |
| Racing           | 22 | 22 | 22 | 21 | 22 | 19 | 17 | 15 | 19 | 20 | 16 | 12 | 13 | 15 | 15 | 18 | 18 | 16 | 17 | 17 | 19 | 20 | 21 | 20 | 16 | 17 | 17 | 14 | 16 | 16 | 12 | 15 | 12 | 12 | 12 | 13 | 15 | 12 | 12 | 15 | 14 | 17 |
| Sporting         | 5  | 8  | 6  | 11 | 11 | 10 | 10 | 6  | 9  | 6  | 8  | 6  | 8  | 8  | 10 | 11 | 12 | 14 | 15 | 13 | 14 | 13 | 13 | 13 | 15 | 15 | 16 | 18 | 18 | 18 | 19 | 18 | 18 | 15 | 14 | 15 | 13 | 14 | 17 | 14 | 15 | 18 |
| Rayo             | 21 | 21 | 21 | 22 | 20 | 21 | 22 | 22 | 20 | 22 | 22 | 22 | 22 | 22 | 20 | 20 | 21 | 21 | 20 | 19 | 20 | 16 | 18 | 16 | 17 | 19 | 20 | 19 | 19 | 17 | 17 | 14 | 15 | 16 | 17 | 17 | 19 | 21 | 21 | 20 | 19 | 19 |
| Albacete         | 20 | 14 | 16 | 10 | 12 | 11 | 11 | 13 | 14 | 15 | 17 | 18 | 19 | 20 | 21 | 21 | 20 | 18 | 18 | 18 | 18 | 21 | 20 | 17 | 18 | 16 | 19 | 15 | 17 | 19 | 20 | 20 | 20 | 20 | 20 | 20 | 18 | 18 | 19 | 19 | 20 | 20 |
| Mérida           | 12 | 17 | 18 | 18 | 19 | 20 | 21 | 16 | 13 | 14 | 11 | 13 | 14 | 19 | 19 | 19 | 19 | 20 | 21 | 21 | 21 | 18 | 16 | 18 | 19 | 20 | 18 | 20 | 20 | 21 | 21 | 21 | 21 | 21 | 21 | 21 | 21 | 19 | 20 | 21 | 21 | 21 |
| Salamanca        | 16 | 19 | 20 | 20 | 21 | 22 | 19 | 20 | 21 | 17 | 19 | 17 | 18 | 13 | 16 | 17 | 16 | 19 | 19 | 20 | 17 | 17 | 19 | 21 | 21 | 21 | 21 | 21 | 22 | 22 | 22 | 22 | 22 | 22 | 22 | 22 | 22 | 22 | 22 | 22 | 22 | 22 |

### Promoción de permanencia
| Ida:           |     |                |
| RCD Mallorca   | 1-0 | Rayo Vallecano |
| CF Extremadura | 1-0 | Albacete       |

| Vuelta:        |     |                |            |
| Rayo Vallecano | 2-0 | RCD Mallorca   | Global:2-1 |
| Albacete       | 0-1 | CF Extremadura | Global:0-2 |

## Resultados
| Local \ Visitante         | ALB | ATH | ATM | BAR | BET | CEL | COM | DEP | ESP | MER | OVI | RAC | RAY | RMA | RSO | SAL | SEV | SPO | TEN | VAL | VLD | ZAR |
| ------------------------- | --- | --- | --- | --- | --- | --- | --- | --- | --- | --- | --- | --- | --- | --- | --- | --- | --- | --- | --- | --- | --- | --- |
| Albacete Balompié         | —   | 2–0 | 1–1 | 0–1 | 0–0 | 4–0 | 2–1 | 1–0 | 0–0 | 2–0 | 0–1 | 2–2 | 1–2 | 1–1 | 3–5 | 3–3 | 3–2 | 1–3 | 0–0 | 1–3 | 4–2 | 0–1 |
| Athletic Club             | 2–2 | —   | 0–2 | 0–0 | 0–1 | 3–0 | 0–0 | 1–0 | 0–0 | 1–1 | 0–1 | 4–0 | 3–1 | 0–5 | 0–0 | 3–1 | 1–1 | 2–1 | 2–0 | 0–1 | 2–1 | 1–0 |
| Atlético de Madrid        | 2–0 | 4–1 | —   | 3–1 | 1–1 | 3–2 | 3–0 | 1–0 | 2–1 | 1–1 | 3–0 | 2–0 | 0–0 | 1–2 | 4–1 | 2–1 | 0–1 | 2–0 | 3–1 | 2–3 | 0–2 | 1–1 |
| F. C. Barcelona           | 3–0 | 4–1 | 1–3 | —   | 1–0 | 3–2 | 1–0 | 1–1 | 2–1 | 2–2 | 4–1 | 1–1 | 2–0 | 3–0 | 1–0 | 4–1 | 1–1 | 1–0 | 2–2 | 1–0 | 1–0 | 3–1 |
| Real Betis                | 2–3 | 0–0 | 2–1 | 1–5 | —   | 0–3 | 5–0 | 1–0 | 2–3 | 0–1 | 2–1 | 2–2 | 0–0 | 0–0 | 3–1 | 4–0 | 1–1 | 2–5 | 3–3 | 3–0 | 3–0 | 3–1 |
| R. C. Celta de Vigo       | 2–2 | 3–1 | 0–3 | 1–0 | 2–0 | —   | 0–1 | 0–0 | 4–2 | 2–0 | 1–0 | 0–0 | 2–0 | 1–1 | 1–1 | 2–1 | 4–0 | 0–0 | 2–2 | 1–1 | 1–1 | 1–1 |
| S. D. Compostela          | 3–1 | 2–1 | 1–3 | 2–1 | 1–2 | 1–1 | —   | 4–0 | 2–1 | 1–0 | 4–1 | 2–0 | 1–0 | 3–3 | 2–0 | 0–0 | 0–0 | 1–0 | 0–2 | 0–4 | 1–3 | 3–2 |
| R. C. Deportivo La Coruña | 5–0 | 0–0 | 2–2 | 2–2 | 0–0 | 2–1 | 2–0 | —   | 0–1 | 2–1 | 0–4 | 2–3 | 1–0 | 3–0 | 1–1 | 2–0 | 3–2 | 1–0 | 1–1 | 3–0 | 3–1 | 2–3 |
| R. C. D. Espanyol         | 1–0 | 3–0 | 0–2 | 1–1 | 1–1 | 2–2 | 0–0 | 0–0 | —   | 3–0 | 5–0 | 1–0 | 4–2 | 3–1 | 0–0 | 3–1 | 0–1 | 0–0 | 2–1 | 2–0 | 2–0 | 1–1 |
| C. P. Mérida              | 1–1 | 1–0 | 0–1 | 0–0 | 1–1 | 2–0 | 0–2 | 0–2 | 0–1 | —   | 3–1 | 3–1 | 0–1 | 2–2 | 1–2 | 0–0 | 3–2 | 1–0 | 2–0 | 0–2 | 1–0 | 1–1 |
| Real Oviedo C. F.         | 1–0 | 0–0 | 1–1 | 1–2 | 0–1 | 1–1 | 3–1 | 0–2 | 1–2 | 0–0 | —   | 2–1 | 2–0 | 1–2 | 0–0 | 2–2 | 2–3 | 1–0 | 1–3 | 0–1 | 3–8 | 1–1 |
| Racing de Santander       | 5–5 | 1–1 | 0–4 | 1–1 | 0–0 | 2–1 | 1–0 | 2–1 | 1–1 | 2–0 | 0–0 | —   | 1–2 | 2–0 | 2–3 | 2–1 | 1–1 | 1–1 | 1–2 | 0–3 | 0–0 | 0–0 |
| A. D. Rayo Vallecano      | 2–0 | 2–2 | 0–3 | 1–1 | 1–2 | 1–3 | 0–1 | 0–6 | 1–0 | 4–1 | 1–2 | 1–2 | —   | 1–5 | 2–0 | 1–4 | 0–0 | 2–0 | 2–4 | 3–2 | 0–2 | 4–3 |
| Real Madrid C. F.         | 2–0 | 1–2 | 1–0 | 1–1 | 4–2 | 1–0 | 2–1 | 1–0 | 1–2 | 4–0 | 2–3 | 1–2 | 1–2 | —   | 3–2 | 5–0 | 4–1 | 0–1 | 2–0 | 0–0 | 4–1 | 2–2 |
| Real Sociedad             | 8–1 | 2–2 | 1–0 | 1–1 | 1–1 | 3–1 | 0–1 | 2–1 | 0–1 | 1–2 | 1–1 | 2–1 | 2–1 | 1–1 | —   | 1–0 | 1–0 | 2–0 | 0–1 | 5–2 | 1–0 | 3–1 |
| U. D. Salamanca           | 2–4 | 2–1 | 1–3 | 1–3 | 2–1 | 0–1 | 1–0 | 0–5 | 2–2 | 2–2 | 0–1 | 5–0 | 1–2 | 0–2 | 3–3 | —   | 4–1 | 3–0 | 1–2 | 4–0 | 0–0 | 0–1 |
| Sevilla F. C.             | 1–1 | 1–1 | 0–0 | 1–0 | 1–0 | 0–0 | 0–1 | 0–0 | 0–3 | 3–0 | 1–1 | 0–1 | 1–0 | 0–1 | 2–1 | 3–1 | —   | 2–0 | 0–1 | 1–2 | 1–1 | 1–1 |
| Sporting de Gijón         | 3–0 | 1–2 | 1–2 | 0–3 | 2–3 | 1–0 | 2–1 | 1–1 | 2–3 | 3–1 | 0–1 | 4–2 | 3–1 | 0–0 | 1–1 | 3–2 | 3–1 | —   | 0–2 | 1–3 | 4–2 | 4–1 |
| C. D. Tenerife            | 1–3 | 3–2 | 1–1 | 1–1 | 1–2 | 1–0 | 1–1 | 1–1 | 1–4 | 1–0 | 3–3 | 2–0 | 2–2 | 3–0 | 1–0 | 4–0 | 4–2 | 3–0 | —   | 2–1 | 1–0 | 1–2 |
| Valencia C. F.            | 1–0 | 3–1 | 0–1 | 4–1 | 1–1 | 3–0 | 5–2 | 2–1 | 1–0 | 4–1 | 3–1 | 2–1 | 3–0 | 4–3 | 0–1 | 2–0 | 1–0 | 1–0 | 2–2 | —   | 1–0 | 0–0 |
| Real Valladolid           | 3–0 | 1–1 | 0–1 | 0–2 | 3–1 | 1–1 | 0–0 | 2–2 | 0–0 | 1–1 | 2–2 | 3–1 | 1–1 | 0–3 | 3–0 | 1–0 | 3–3 | 1–0 | 3–0 | 2–5 | —   | 0–0 |
| Real Zaragoza             | 3–1 | 1–0 | 0–1 | 0–3 | 1–2 | 0–0 | 1–0 | 2–3 | 1–1 | 3–1 | 1–0 | 1–2 | 1–1 | 0–1 | 1–2 | 1–1 | 0–1 | 1–1 | 0–2 | 4–1 | 5–3 | —   |

## Máximos goleadores (Trofeo Pichichi)

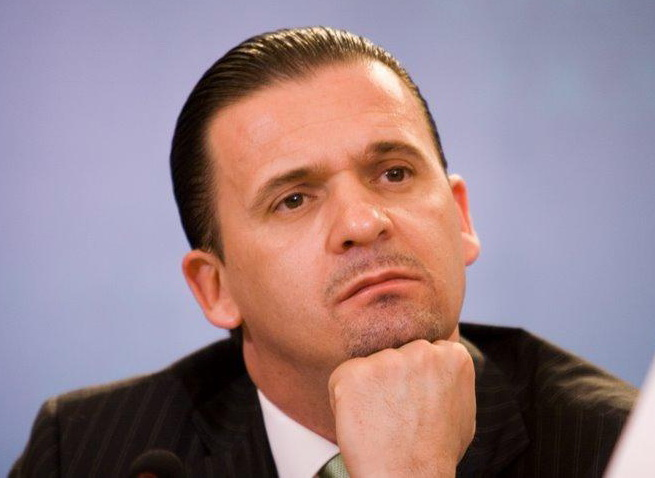
A pesar de sus 28 goles, Pedja Mijatović fue superado por Pizzi en la lucha por el Pichichi.

El argentino nacionalizado español, Juan Antonio Pizzi, fue el máximo goleador del campeonato con 31 goles y compartió la Bota de Oro como mejor goleador europeo con Alan Shearer.
| Pos. | Jugador            | Equipo                 | Goles |
| ---- | ------------------ | ---------------------- | ----- |
| 1.º  | Juan Antonio Pizzi | CD Tenerife            | 31    |
| 2.º  | Predrag Mijatović  | Valencia CF            | 28    |
| 3.º  | Bebeto             | Deportivo de La Coruña | 25    |
| 4.º  | Alen Peternac      | Real Valladolid        | 23    |
| 5.º  | Raúl González      | Real Madrid            | 19    |
| 6.º  | Julio Salinas      | Real Sporting de Gijón | 18    |
| 7.º  | Jordi Lardín       | RCD Espanyol           | 17    |
| 8.º  | Luboslav Penev     | Atlético de Madrid     | 16    |
|      | Davor Šuker        | Sevilla FC             | 16    |
| 10.º | Vladimir Gudelj    | Celta de Vigo          | 15    |
|      | Juan Manuel Prieto | CP Mérida              | 15    |

## Otros premios

### Trofeo Zamora
José Francisco Molina se consagró en el Atlético de Madrid. En su primera temporada como colchonero, fue uno de los puntales en la conquista del título de liga, concediendo solo 32 goles en las 42 jornadas del campeonato. Unas estadísticas que le permitieron ganar con autoridad el Trofeo Zamora.

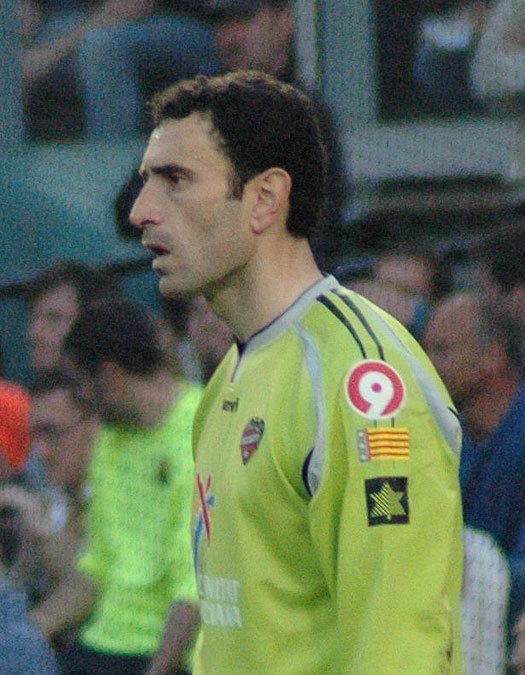
La actuación de Molina esta temporada le abrió las puertas de la selección española.

Para optar al Zamora fue necesario disputar 60 minutos en, como mínimo, 28 partidos. En caso de empate, se primó al jugador con mayor número de encuentro disputados.
| Pos  | Jugador                  | Equipo                 | Goles | Partidos | Promedio |
| ---- | ------------------------ | ---------------------- | ----- | -------- | -------- |
| 1.º  | José Francisco Molina    | Atlético de Madrid     | 32    | 42       | 0,76     |
| 2.º  | Carlos Busquets          | FC Barcelona           | 33    | 37       | 0,89     |
| 3.º  | Toni Jiménez             | RCD Espanyol           | 36    | 40       | 0,90     |
| 4.º  | Francisco Liaño          | Deportivo de La Coruña | 37    | 35       | 1,06     |
| 5.º  | Andoni Zubizarreta       | Valencia CF            | 44    | 38       | 1,15     |
| 6.º  | Toni Prats               | Celta de Vigo          | 50    | 41       | 1,21     |
| 7.º  | Marcelo Leonardo Ojeda   | CD Tenerife            | 52    | 41       | 1,26     |
| 8.º  | Alberto López            | Real Sociedad          | 59    | 40       | 1,27     |
| 9.º  | Francisco Javier Falagán | SD Compostela          | 54    | 42       | 1,28     |
| 10.º | Pedro Jaro               | Real Betis             | 51    | 40       | 1,28     |

### Trofeo Guruceta
El Diario Marca volvió a premiar a Antonio Jesús López Nieto como mejor árbitro de Primera División. El andaluz se convirtió esta temporada en el primer colegiado en lograr el Trofeo Guruceta en tres ocasiones.
| Pos. | Árbitro (colegio)         | Puntos | Partidos | Cociente |
| ---- | ------------------------- | ------ | -------- | -------- |
| 1.º  | Antonio Jesús López Nieto | 32     | 42       | 1,35     |
| 2.º  | Manuel Díaz Vega          | 29     | 21       | 1,38     |
| 3.º  | Celino Gracia Redondo     | 30     | 22       | 1,36     |

### Trofeo EFE
Los argentinos fueron los grandes dominadores del premio al mejor jugador iberoamericano de Primera División. Finalmente, el Cholo Simeone, alma del campeón de liga, se llevó el Trofeo EFE.
| Pos. | Jugador                | Equipo             | Puntos |
| ---- | ---------------------- | ------------------ | ------ |
| 1.º  | Diego Simeone          | Atlético de Madrid | 251    |
| 2.º  | Marcelo Leonardo Ojeda | CD Tenerife        | 241    |
| 3.º  | Mauricio Pochettino    | RCD Espanyol       | 230    |

### Premio Don Balón|Premios Don Balón
- Mejor equipo:  Atlético de Madrid
- Mejor jugador español:  José Luis P. Caminero (Atlético de Madrid)
- Mejor jugador extranjero:  Predrag Mijatović (Valencia CF)
- Mejor pasador:  Predrag Mijatović (Valencia CF)
- Mejor veterano: Francisco (RCD Espanyol)
- Jugador revelación: Iván de la Peña (FC Barcelona)
- Mejor entrenador: Radomir Antić (Atlético de Madrid)
- Mejor árbitro: Antonio Jesús López Nieto
- Mejor directivo: Eugenio Prieto (Real Oviedo)
- Mejor jugador español en la Eurocopa:  Sergi Barjuán (FC Barcelona)